# Verrucella pallida
Verrucella pallida is een zachte koraalsoort uit de familie Ellisellidae. De koraalsoort komt uit het geslacht Verrucella. Verrucella pallida werd in 1999 voor het eerst wetenschappelijk beschreven door Grasshoff. 